# Серецел (Бістріца-Несеуд)
Серецел (рум. Sărățel) — село у повіті Бистриця-Несеуд в Румунії. Входить до складу комуни Шієу-Мегеруш.
Село розташоване на відстані 318 км на північний захід від Бухареста, 11 км на південний захід від Бистриці, 68 км на північний схід від Клуж-Напоки.

## Населення
За даними перепису населення 2002 року у селі проживали 495 осіб.
Національний склад населення села:
| Національність | Кількість осіб | Відсоток |
| -------------- | -------------- | -------- |
| румуни         | 413            | 83,4%    |
| цигани         | 79             | 16,0%    |

Рідною мовою назвали:
| Мова      | Кількість осіб | Відсоток |
| --------- | -------------- | -------- |
| румунська | 461            | 93,1%    |
| циганська | 34             | 6,9%     |